# روفيانو
روفيانو هي كومونا (بلدية) في مدينة روما الحضرية في منطقة لاتيوم الإيطالية، وتقع على بعد حوالي 45 كم شمال شرق روما.
تقع روفيانو على حدود البلديات التالية:أنتيكولي كورادو وأرسولي وتشنيتو رومانو ومانديلا ومارنو ايكو وريفوريدو. فهي موطن للجدران متعددة الأضلاع التي يعود تاريخها إلى أواخر عصر اليونان القديمة، أو إلى الهيمنة الرومانية المبكرة. كما أن لديها جسرًا يعود تاريخه إلى عهد نيرفا، حيث عبر عبر فاليريا نهر أنيين.
تشمل المعالم السياحية الأخرى القلعة التي بناها رؤساء الأديرة في إيطاليا، وبلدة روفيانيلو من القرون الوسطى (دمرها موزيو كولونا ‏ في 1585 – 90)، وبورتا سكاراموتشيا من القرن الرابع عشر «بوابة المناوشة».

## روابط خارجية
- الموقع الرسمي